# Les Ormes (Vienne)
Les Ormes é uma comuna francesa na região administrativa da Nova Aquitânia, no departamento de Vienne. Estende-se por uma área de 24,22 km². Em 2010 a comuna tinha 1 641 habitantes (densidade: 67,8 hab./km²).